# Драган Цанков
Драган Киряков Цанков (роден под името Димитър Гиков) е български политик, почетен член на Българското книжовно дружество. Той е трети по ред министър-председател на България, изпълнявал тази длъжност три пъти в периода 1880 – 1884 г.
Народен представител в Учредителното, I велико народно събрание (1879 г.) и в редица обикновени народни събрания. Председател на XII обикновено народно събрание в периода 22 април 1902 – 21 август 1903 г.

## Биография

### Ранен живот и образование
Драган Цанков е роден на 9 ноември 1828 г. в град Свищов в богатото семейство на Киряк (Гика) Цанков и Кирияка х. Ангелова. Първоначално учи в родния си град при Христаки Павлович и Емануил Васкидович, а после в Априловското училище в Габрово и в Елена при Иван Момчилов. Сменя името си от Димитър на Драган, тъй като Димитър има гръцки произход, а и семейството му е яростен противник на фанариотите. През 1845 г. продължава образованието си в Одеската семинария, а от 1847 г. – в Киевската гимназия. От 1848 до 1850 г. е учител в българското училище в Галац. След това отива във Виена при брат си Антон Цанков, където се отдава на филологически изследвания и издава през 1852 г. българска граматика на немски език. Същата година Драган Цанков донася в родния си град Свищов печатарско оборудване с намерение да открие своя собствена печатница, но не получава разрешение от властите. Това го принуждава да замине за Цариград, където през 1855 г. с помощта на френското посолство се снабдява с разрешението. Настанява печатницата си в католическия манастир „Сен Беноа“ в Галата, където функционира и католическият колеж „Свети Беноа (Бенедикт)“, в който той става учител. Активното застъпничество на френското духовенство за българската просветна кауза е било основният мотив през 1855 г. Драган Цанков тайно да приеме католицизма.

### Борба за църковна независимост
В края на 1856 г. Драган Цанков е инициатор за създаването и пръв председател на „Община на българската книжнина“, която се счита за предшественик на образуваното през 1869 г. в Браила Българско книжовно дружество. На 1 януари 1858 г. това дружество започва да издава списание „Български книжици“, изиграло огромна роля за културното издигане на народа и за формиране на българската интелигенция. След като в редакционната политика на списанието надделяват идеите на по-консервативните кръгове, Драган Цанков се оттегля и създава вестник България (1859 – 1863 г.), чрез който проповядва своите идеи за разрешаване на българския църковен въпрос по пътя на униатството. През 1861 г. е един от участниците в аудиенцията при папа Пий IX в Рим, когато архимандрит Йосиф Соколски е ръкоположен за епископ.
След неуспеха на унията през 1863 г. Цанков се завръща в Свищов и става служител в османската администрация. По-късно е учител и съдия в Русе (1865 – 1867 г.) и помощник-управител на Нишкия (1868 – 1869 г.) и Видинския (1869 – 1872 г.) санджак. През следващите години е учител в Цариград. През 1876 – 1877 г. след Априлското въстание е натоварен от Българската екзархия заедно с Марко Балабанов да пътуват из Европа, за да информират общественото мнение за положението на българите.

### Политическа кариера (1879 – 1911)
След Освобождението Драган Цанков е един от водачите на Либералната партия в Учредителното събрание през 1879 г. През март 1880 година Драган Цанков оглавява първото правителство на либералите, тъй като княз Александър се опасява от радикализма на по-младия и популярен водач на партията Петко Каравелов.
През есента на 1880 година Цанков е в центъра на дипломатически скандал, който довежда до неговата оставка като министър-председател и външен министър. В навечерието на международна конференция за регулиране на корабоплаването по река Дунав той уверява посланика на Австро-Унгария, че България ще подкрепи австро-унгарския план за решаване на въпроса. На самата конференция България се противопоставя, а след това Цанков лъже, че българският представител не се е съобразил с инструкциите му. Това поведение предизвиква рязка реакция на княза, Австро-Унгария, Русия и Румъния и Цанков е принуден да се оттегли.
Драган Цанков е сред най-активните противници на извършения през пролетта на 1881 година от княз Александър държавен преврат. Той публикува във вестник „Независимост“ открито писмо до руския дипломатически представител Михаил Хитрово, в което отправя остри критики към княза, руските офицери в страната и самия Хитрово, предупреждавайки го, че действията му в подкрепа на преврата ще доведат до разрив в близките българо-руски отношения. Писмото предизвиква публичен скандал и под натиска на Хитрово правителството взема мерки за ограничаване на свободата на печата.
Малко по-късно Цанков е интерниран във Враца. След възстановяването на Търновската конституция през септември 1883 г. князът възлага формирането на новия кабинет на Драган Цанков, който привлича в правителството някои дейци на Консервативната партия. Този акт предизвиква острото недоволство на т.нар. „непримирими“ либерали, водени от Петко Славейков и Петко Каравелов. Между двете течения в Либералната партия започва борба. През лятото на 1884 г. Драган Цанков заедно със своите поддръжници се отцепва от партията и поставя началото на нова проруска политическа формация. По време на кризата след абдикацията на Александър I Батенберг Драган Цанков е сред авторите на т.нар. „махзар“ – молба до формалния сюзерен на България – турския султан, в която се иска неговата намеса за уреждане на ситуацията чрез окупация.
През 1886 г. емигрира в Русия. Завръща се в България през 1895 г. след падането от власт на Стефан Стамболов и веднага се заема с възстановяване на своята партия. През 1897 г., поради напредналата си възраст, отстъпва лидерския пост на д-р Стоян Данев, който през 1899 г. преименува партията на Прогресивнолиберална. По време на самостоятелното управление на тази партия (1901 – 1903) е председател на Народното събрание. След като партията минава в опозиция, Драган Цанков се оттегля от политическия живот.
Част от архивите му се съхраняват във фонд № 11 на Българския исторически архив в Националната библиотека „Св. св. Кирил и Методий“.

## Правителства
Драган Цанков оглавява три правителства на княжество България: март – ноември 1880, септември – декември 1883 и януари – юни 1884 г.

## Семейство
Драган Цанков е женен за Рада Цанкова.

## Памет
На Драган Цанков е наречен булевард в София (Карта).